# Cominella quoyana
Cominella quoyana es una especie de molusco gasterópodo de la familia Buccinidae.

## Distribución geográfica
Se encuentra en Nueva Zelanda